# Tylophora purpurea
Tylophora purpurea är en oleanderväxtart som beskrevs av Nathaniel Wallich och Robert Wight. Tylophora purpurea ingår i släktet Tylophora och familjen oleanderväxter. Inga underarter finns listade i Catalogue of Life.